# Jimmy James Kolker
Jimmy James Kolker (* 1948 in St. Louis, Missouri) ist ein Botschafter der Vereinigten Staaten.

## Leben
Kolker erwarb einen Bachelor der politischen Wissenschaften am Carleton College (Minnesota) und einen Master der öffentlichen Verwaltung der Harvard University. Er ist mit Britt-Marie Forslund verheiratet. Sie haben zwei Töchter.
Jimmy Kolker war von 1977 bis 1979 an der Botschaft in Maputo, von 1980 bis 1981 an der Botschaft in Harare und 1987 an der Botschaft in London akkreditiert. Von 1990 bis 1994 war er Stellvertreter des Botschafters in Gaborone, Botswana. Danach war er von 1994 bis 1998 in Stockholm unter Edward Elliott Elson akkreditiert. Seit 2007 leitet Kolker die Abteilung HIV/AIDS bei UNICEF.